# U-826
U-826 – niemiecki okręt podwodny (U-Boot) typu VII C z okresu II wojny światowej. Okręt wszedł do służby w 1944 roku. Jedynym dowódcą był Oblt. Olaf Lübcke.

## Historia
Wcielony do 8. Flotylli U-Bootów celem szkolenia załogi, od stycznia 1945 roku w 11. Flotylli jako jednostka bojowa.
Odbył jeden patrol bojowy przerwany kapitulacją III Rzeszy, podczas którego nie zatopił żadnej jednostki przeciwnika.
Poddany w Loch Eriboll (Szkocja) 11 maja 1945 roku, przebazowany do Loch Ryan (Szkocja). Zatopiony 1 grudnia 1945 roku podczas operacji Deadlight ogniem artyleryjskim przez niszczyciele HMS „Onslaught” i ORP „Piorun”.